# Protestas antijaponesas en China de 2012
La escalada de tensión en las islas Senkaku en el año 2012 se refiere a la serie de sucesos que ocurrieron en el marco de la disputa territorial por estas islas, concretamente entre Japón (administrador actual de las islas de facto) y la República Popular China, quien las reclama al igual que la República de China.
La serie de sucesos comenzó debido a la compra de las islas de manera formal a su propietario, lo que desembocó en nuevas propuestas de ciudadanos chinos y su gobierno por las acciones del gobierno japonés respecto a estas islas en litigio por parte de tres países.   

## Antecedentes
Las Islas Senkaku están en litigio oficialmente desde el año 1971, aunque desde la década de 1960 la República Popular de China reclama su soberanía sobre el pequeño archipiélago formado por ocho islotes.
En el año 1972 Estados Unidos cedió oficialmente el control de las islas a Japón, mediante el Acuerdo de Reversión de Okinawa. Por lo que desde entonces la postura del gobierno japonés respecto a este tema es que las islas son completamente suyas y que no admitirá ninguna intrusión en su territorio de la República Popular de China, que llama a las islas: "Islas Daiyou (o Diaoyutai)"; ni de la República de China, quienes las llaman: "Islas Tiaoyutai". 

## Escalada de tensión
Durante el tramo final del verano del año 2012 la situación se volvió a tensar gravemente llevando la disputa al marco internacional debido al estado pre-bélico que llegaron a mostrar en algunos momentos los gobiernos de cada país.

### Estallido
El 19 de agosto de 2012 estallaron una serie de protestas antijaponesas en varias ciudades chinas como Chengdu, Shenzhen o Hong Kong.
Las protestas comenzaron por los actos del 15 de agosto, día en el cual un gran grupo de activistas chinos fueron a las Islas Daiyou (o Senkaku para los japoneses) para reclamar la soberanía de la República Popular de China sobre las islas. Siete de los activistas fueron detenidos por las autoridades japonesas. 
La situación se encrudeció de manera más rápida el 26 de agosto cuando el gobierno japonés anunció su intención de comprar las islas a sus poseedores, para así llevar a cabo un control más oficial sobre las islas.

### Sucesión de los hechos
Durante los meses de agosto y septiembre la tensión entre estos dos países fue en claro aumento con una tensión que rozaba la paz armada. Uno de los momentos más tensos fue cuando la República Popular de China botó su primer portaaviones en mitad del conflicto, el Liaoning (16).
Cualquier acto un poco fuera de lo normal de cada gobierno era recriminando por el gobierno contrario como un "acto de provocación" que iba contra el status de paz de la región. No hubo mucha falta de estos actos, aunque realmente hubo actos de gran envergadura que hicieron que el marco internacional se preocupase por la situación en el Mar de China.
A mediados de septiembre, la República Popular de China envió varias patrulleras al lugar tras el anuncio de la compra oficial de las islas por parte de las autoridades japonesas.
En el ámbito general, la República Popular de China también reforzó militarmente de manera destacable toda la zona colindantes a las islas en litigio. Primeramente fueron dos buques de guerra, de los guardacostas de la República Popular de China. Más tarde se enviaron más barcos, en concreto, el refuerzo fue de 11 buques de guerra chinos que fueron mandados tras el incidente con el Haijian 66.  Así mismo, Japón mandó uno de sus buques de la Marina de la Fuerza de Autodefensa, según la cadena de televisión Fuji TV, la respuesta general en los días siguientes fue reforzar la vigilancia en la zona para prevenir el asalto de más activistas.

### Protestas chinas antijaponesas
Durante el auge de la tensión fueron numerosas las protestas antijaponesas en la República Popular de China, que al comienzo de los sucesos exigían la aceptación de la soberanía de su país sobre las islas. Y durante la mitad del estado de tensión máxima coreaban gritos de guerra y exhortaban a su gobierno a "tomar lo que era suyo por derecho" por medio de las armas si era necesario. Y declaraban abiertamente a las televisiones de todo el mundo que China debía entrar en guerra con Japón si este último no entraba en razón respecto al tema de las islas.

## Posición de los gobiernos

### China
El gobierno chino, por medio de su Ministerio de Asuntos Exteriores, y su representante, Yang Jiechi, se dedicó a condenar la actuación y la postura sobre el tema del gobierno japonés respecto al tema del litigio de las islas desde su comienzo hasta entonces.

### Japón
El gobierno japonés basó su táctica en mostrar tranquilidad ante el tema y exhortar a los gobiernos chinos a respetar la legalidad internacional (que ellos mantienen que les dan la razón sobre su soberanía en esas islas).
En varias ocasiones salió el mismo primer ministro de Japón, Yoshihiko Noda, hablando con intención de no hacer parecer el tema demasiado importante pero dando respuestas contundentes indirectamente a los gobiernos chinos. 

### Taiwán
Durante esta tensa escalada de acontecimientos referentes a las islas, Taiwán tuvo muy poca presencia siendo ensombrecido por las actuaciones de la República Popular de China y Japón. Aun así tuvo algún encontronazo con Japón, como un choque de patrulleras en septiembre.
También existió un movimiento digno de destacar, ya que varias asociaciones de la República de China se asociaron con asociaciones similares de la República Popular de China para reivindicar esas islas a su soberanía de la Diáspora china.